# Даріа Гуїдетті
| Відкриті астероїди: 2                                  | Відкриті астероїди: 2 |
| ------------------------------------------------------ | --------------------- |
| (34004) Грегоріні [1]                                  | 30 липня 2000         |
| (49443) Маркобонді [2]                                 | 22 грудня 1998        |
| 1. спільно з Маура Томбеллі 2. спільно з Єлена Мазотті |                       |

Гуїдетті Даріа (італ. Daria Guidetti, 1978 рік, Емполі) — італійська жінка-астроном і першовідкривачка астероїдів, яка працює в обсерваторії Монтелупо і є членкинею групи астрономів-аматорів міста Монтелупо-Фьорентіно (італ. Gruppo Astrofili Montelupo).

## Біографія
Захоплювалася астрономією з 5 років. Закінчила астрономічний факультет Болонського університету в 2006 році. У період з 1998 по 2000 рік спільно з двома іншими італійськими астрономами виявила 2 астероїди.
Перший із цих двох астероїдів був названий на честь Лоретті Грегоріні (італ. Loretta Gregorini), професора університету Болоньї, де вона в 2007 році захистила докторську дисертацію на тему «Proprietà radio di sorgenti in ammassi di galassie: il sistema dumb-bell in Abell 2382», що дозволило їй вступити в докторантуру в Європейську південну обсерваторію, а потім і в Інститут радіоастрономії в Болоньї, в честь одного із співробітників якого, Марко Бонді (італ. Marco Bondi), був названий другий астероїд.
У 2018 році дебютувала як авторка та ведуча телепрограми Destinazione Spazio («Призначення простору») на італійському телеканалі Reteconomy.
У грудні 2019 року опублікувала книгу Campi Magnetici («Магнітні поля») у серії Viaggio nell'Universo («Подорож у Всесвіт»), виданій Corriere della Sera. 14 травня 2021 року астероїд 27005 Dariaguidetti, відкритий астрономами Джузеппе Форті та Маурою Томбеллі на обсерваторії Чіма Екар у 1998 році, було названо на її честь.